# Кудерей (Вісконсин)
Кудерей (англ. Couderay) — селище (англ. village) в США, в окрузі Соєр штату Вісконсин. Населення — 81 особа (2020).

## Географія
Кудерей розташований за координатами 45°47′51″ пн. ш. 91°17′48″ зх. д. / 45.79750° пн. ш. 91.29667° зх. д. (45.797438, -91.296704).  За даними Бюро перепису населення США в 2010 році селище мало площу 2,55 км², з яких 2,50 км² — суходіл та 0,06 км² — водойми.

## Демографія
Згідно з переписом 2010 року, у селищі мешкало 88 осіб у 35 домогосподарствах у складі 20 родин. Густота населення становила 34 особи/км².  Було 51 помешкання (20/км²).
Расовий склад населення:
| - 73,9 % — білих - 12,5 % — корінних американців - 1,1 % — осіб інших рас |

До двох чи більше рас належало 12,5 %. Частка іспаномовних становила 1,1 % від усіх жителів.
За віковим діапазоном населення розподілялося таким чином: 15,9 % — особи молодші 18 років, 67,1 % — особи у віці 18—64 років, 17,0 % — особи у віці 65 років та старші. Медіана віку мешканця становила 45,5 року. На 100 осіб жіночої статі у селищі припадало 125,6 чоловіків;  на 100 жінок у віці від 18 років та старших — 117,6 чоловіків також старших 18 років.
Середній дохід на одне домашнє господарство  становив 55 544 долари США (медіана — 48 125), а середній дохід на одну сім'ю — 56 505 доларів (медіана — 48 438). За межею бідності перебувало 8,6 % осіб, у тому числі 0,0 % дітей у віці до 18 років та 0,0 % осіб у віці 65 років та старших.
Цивільне працевлаштоване населення становило 29 осіб. Основні галузі зайнятості: освіта, охорона здоров'я та соціальна допомога — 37,9 %, будівництво — 13,8 %, транспорт — 10,3 %, мистецтво, розваги та відпочинок — 6,9 %.